# Ole-Kristian Tollefsen
Ole-Kristian Tollefsen (født 29. marts 1984 i Oslo) er en norsk tidligere ishockeyspiller, der sluttede sin karriere for svenske Färjestads BK i svensk hockeyliga (SHL). Han spillede tidligere for Philadelphia Flyers og Columbus Blue Jackets i National Hockey League (NHL) og den svenske SHL-klub Modo Hockey.
Han blev udarbejdet i den tredje runde, nummer 65 samlet, af Columbus Blue Jackets ved NHL Entry Draft 2002 og blev den fjerde nordmand, der spillede i NHL, da han debuterede for Blue Jackets mod Phoenix Coyotes. 23. november 2005. I NHL var han kendt for sine tacklinger, sin fysiske spillestil og for sine kampe, og i sin tid i Columbus fik han tilnavnet "Det norske mareridt".  Han har også været en vigtig leder i Norsk landshold. Han deltog i Vinter-OL 2010 og 2014 og var fra 2011 til 2016 kaptajn på landsholdet.
Han trak sig tilbage som spiller i 2018.
Han er søn af den tidligere profilerede håndboldspiller Grethe Tollefsen.

## Eksterne links
- Ole-Kristian Tollefsens profil på Sports-Reference OL-resultater (arkiveret) (engelsk)
- Ole-Kristian Tollefsens profil på Olympedia (engelsk)
- Ole-Kristian Tollefsens profil hos NHL.com (engelsk)
- Ole-Kristian Tollefsens profil på Eurohockey.com (engelsk)
- Ole-Kristian Tollefsens profil på Hockeydb.com (engelsk)
- Ole-Kristian Tollefsens profil hos Hockey-Reference.com (engelsk)
- Ole-Kristian Tollefsens profil på Eliteprospects.com (engelsk)
- Nes IK
- Norske NHL-poster
- Norskfødte spillere udarbejdet af NHL-hold